# Joniska öarna
Joniska öarna (grekiska: Iónioi Nísoi) är en grekisk ögrupp. Traditionellt har öarna kallats "De sju öarna" (Heptanisia eller Eptanisia) men omfattar förutom de sju huvudöarna även många mindre öar. Sex av huvudöarna ligger i Joniska havet utanför Greklands västkust. De är från norr till söder Korfu (Kérkira), Paxos (Paxoí), Lefkas (Levkás), Ithaka (Ithakí), Kefalinia (Kefallinía) och Zakynthos (Zákinthos). Den sjunde ön, Kythera (Kíthira), ligger söder om Peloponnesos på gränsen till Kretahavet. Kythera räknas i många andra sammanhang till de Saroniska öarna.
Öarna utgör en del av Greklands tretton regioner. Regionen uppdelades till 2010 i de fyra prefekturerna Korfu, Kefalinia, Lefkas och Zakynthos. Kythera hör administrativt till Attika. Från 2011 är regionen indelad i 5 regiondelar Korfu, Ithaka, Kefalinia, Lefkas och Zakynthos.

## Namn
Att öarna kallas joniska är lite av en geografisk anakronism eftersom Jonien under antiken var ett område i östra Grekland innefattande det som idag är Turkiets västkust. Dock koloniserades de joniska öarna av dessa joniska greker. Korfu till exempel koloniserades av staden Eretria.

## Geografi
De Joniska öarna är skilda från fastlandet endast genom ett grunt vatten och är att betrakta som en fortsättning av de arkadiska kalkbergen; deras högsta punkt är toppen Ainos på Kefalinia, 1 628 meter över havet. Deras östra kuster är inskurna av vikar, och de västra störtar brant ner mot stora havsdjup. Klimatet är milt. Öarna är fördelade i tre grupper, av vilka den norra omfattar Korfu och Paxos väster om Albanien, den mellersta Leukas, Ithaka, Kefalinia och Zakynthos väster om grekiska fastlandet och Patrasbukten, och den södra Kythera vid Peloponnesos sydspets samt några mindre öar, däribland Antikythera.
Kommunikationen mellan öarna är inte särskilt bra men de största öarna kan nås med flyg och flesta öarna har färjeförbindelse med fastlandet. På de större öarna finns asfalterade vägar till alla viktigare orter.

## Historia
De Joniska öarna var på Homeros tid små självständiga stater. De kom liksom det övriga Grekland under romarrikets välde och tillföll vid dettas delning östromerska riket. 1147 erövrades Korfu av Roger II av Sicilien, och därefter förblev ön i Kungariket Neapels ägo till 1401, då den köptes av Republiken Venedig, som efter hand bemäktigade sig också de övriga Joniska öarna. Tillsammans med Venedigs besittningar i Albanien bildade de provinsen Levante Veneto. Öarnas ställning var under det venetianska överväldet bedrövlig, eftersom de blev utsugna av de venetianska ämbetsmännen. Under venetianskt välde fick öarna italienska namn: Ithaka kallades Val di Conspare, Korfu Corfu, Kythera Cerigo, Lefkada Santa Maura och Zakynthos Zante. På många språk används fortfarande dessa namn på öarna.
Vid Venedigs delning 1797 tillföll öarna Frankrike, men de erövrades redan 1799 av osmanska riket och Ryssland i förbund, varefter kejsar Paul I av Ryssland genom fördraget med Höga porten den 21 mars 1800 bildade den osmanska tributstaten De sju förenade öarnas fristat. Den av inre strider sönderslitna fristaten införlivades genom freden i Tilsit 1807 med Frankrike, som dock endast lyckades behålla Korfu, medan de övriga öarna 1809 besattes av Storbritannien.
De mot Frankrike allierade makterna kom i Paris den 5 november 1815 överens om att upprätta en engelsk skyddsstat, Joniska öarnas förenta stater (États unis des îles Ioniennes). Den engelska regeringen tillsatte en lordöverkommissarie över Joniska öarnas förenta stater, sir Thomas Maitland, och under dennes ledning utarbetades en författning som trädde i kraft den 1 januari 1818. Enligt denna skulle republiken styras av en president, utsedd av den engelske kungen, en lagstiftande församling av fyrtio personer, av vilka elva skulle utses av lordöverkommissarien, samt en av och inom lagstiftande församlingen vald senat av fem personer. I praktiken var emellertid den engelske lordöverkommissarien den verklige härskaren, och hans ofta stränga regemente väckte allmänt missnöje. Gång på gång försökte folket slå sig fritt från britterna och förena sig med Grekland. Slutligen förklarade britterna den 10 december 1862 att om grekerna efter kung Ottos fördrivande valde en för Storbritannien antaglig kung, skulle öarna överlämnas till Grekland. Sedan detta skett överlämnade den 30 maj 1864 den engelske överkommissarien sir Henry Storks öarna till en grekisk kommissarie, sedan de stormakter som undertecknat Parisfördraget 1815 den 14 november 1863 godkänt öarnas förening med Grekland och i januari 1864 garanterat Korfu och Paxos den ständiga neutralitet som förut garanterats alla öarna. Den 6 juni höll kung Georg I av Grekland sitt högtidliga intåg i huvudstaden Korfu, och i juli tog ombud för öarna plats i den grekiska nationalförsamlingen.
Under de senaste decennierna har öarna avfolkats till följd en nedgång för de traditionella näringarna: i första hand fiske men även småskaligt jordbruk. Idag utgörs den huvudsakliga näringen av turistindustrin.